# 郑建宣
郑建宣（1904年—1987年），男，壮族，广西宁明人，中华人民共和国物理学家、教育家、政治人物，曾任广西壮族自治区政协副主席。第三届全国政协委员，第三、四、五届全国人大代表。